# Машина кюветна-траншейна

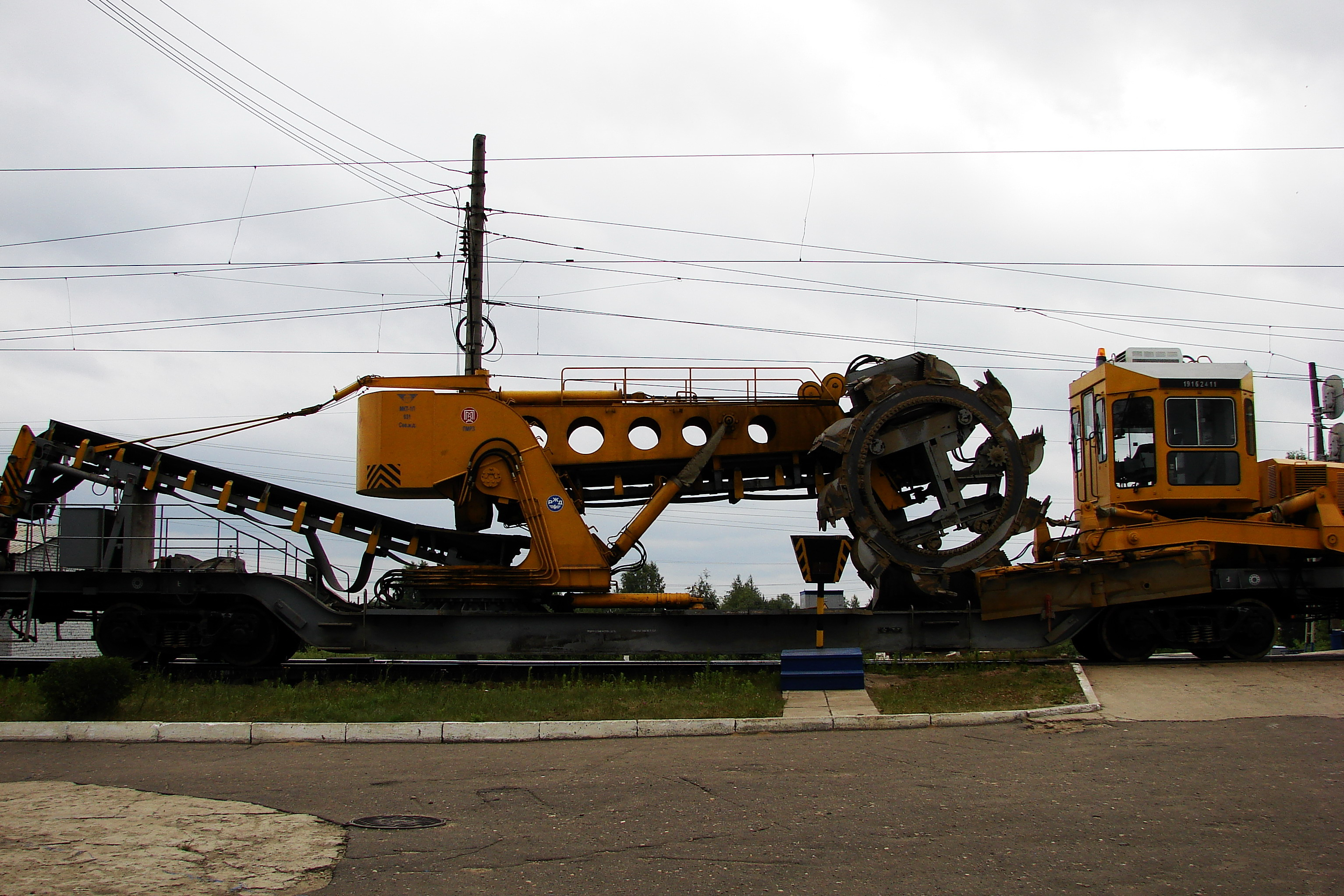
МКТ-1П

Машина кюветна-траншейна - колійна машина, що застосовується на залізницях для нарізки та очищення кюветів при поточному утриманні залізничної  колії.

## Призначення
- Виконання робіт з очищення та розширенню кюветів
- Нарізка нових кюветів і траншей
- Оправлення узбіч і укосів земляного полотна
- Планування плечей баластної призми, узбіч і укосів земляного полотна
- Вирізка забрудненого баласту за кінцями шпал з навантаженням вирізаного матеріалу як в склади для засмічувачі типу СЗ-310-10, СЗ-350-10-2 і СЗ-240-6, що стоять на тому ж шляху, так і в рухомий склад, що стоїть на сусідній колії.

Так як машина не самохідна, для енергозабезпечення та транспортування застосовуються тягово-енергетичні установки ПТМ-630, ТЕУ-400, ТЕУ-630, УТМ-2М, а також маневрові тепловози.

## Технічна характеристика (різна в модифікаціях)
| Характеристика                                                                               | Числа                         |
| -------------------------------------------------------------------------------------------- | ----------------------------- |
| Продуктивність                                                                               | 230 ... 350 м³ /год           |
| Глибина різання ротором за один прохід                                                       | 0,15 ... 1,2 м                |
| Заглиблення роторного пристрою від РГР,                                                      | 2,8 м                         |
| Висунення роторного пристрою по кромці ковшів щодо осі колії в робочому режимі (Максимальне) | 8,4 м                         |
| Висунення роторного пристрою по кромці ковшів щодо осі колії в робочому режимі (Мінімальне)  | 1,4 м                         |
| Максимальний бічний виліт плуга від осі колії                                                | 6,45 м                        |
| Максимальне заглиблення плуга від РГР                                                        | 1,62 м                        |
| Дальність вивантаження від осі колії                                                         | 12 м                          |
| Швидкість руху в складі поїзда                                                               | 70 ... 90 км /год             |
| Швидкість руху в робочому режимі (З роторним пристроєм)                                      | від 0,1 до 1,0 км /год        |
| Швидкість руху в робочому режимі (З плугами)                                                 | від 0,1 до 4,9 км /год        |
| Потрібне тяговон зусилля                                                                     | але не більше 150 (15) кН (т) |
| Довжина по осях автосцепок                                                                   | 21700 ... 21730 мм            |
| База машини                                                                                  | 14750 мм                      |
| Кількість обслуговчого персоналу                                                             | 2 чоловіка                    |
| маса                                                                                         | 85 ... 100 т                  |
| Споживана потужність                                                                         | 120 кВт                       |
| База машини                                                                                  | 14750 мм                      |

## Виробники
Машина виробляється на заводах напрямки Ремпутьмаш:
- Пермський мотовозоремонтний завод
- ЗАТ «ТУЛАЖЕЛДОРМАШ»